# Forte San Giuliano
Il Forte San Giuliano (29 s.l.m.) è un forte posto sulla costa nel quartiere genovese di Albaro, tra Punta Vagno ed il piccolo promontorio di San Giuliano, a poca distanza dall'omonima abbazia. Con la Batteria del Vagno formava un fronte di protezione della costa a levante di Genova contro eventuali sbarchi nemici o bombardamenti navali.
Forte San Giuliano si affaccia oggi su corso Italia, ma prima della costruzione della strada litoranea, iniziata nel 1908, la costa di Genova tra la Foce e San Giuliano consisteva in ripide scogliere a picco sul mare, raggiungibili solo attraverso strette crêuze che dall'attuale via Albaro scendevano verso il mare.

## Storia

### Origini

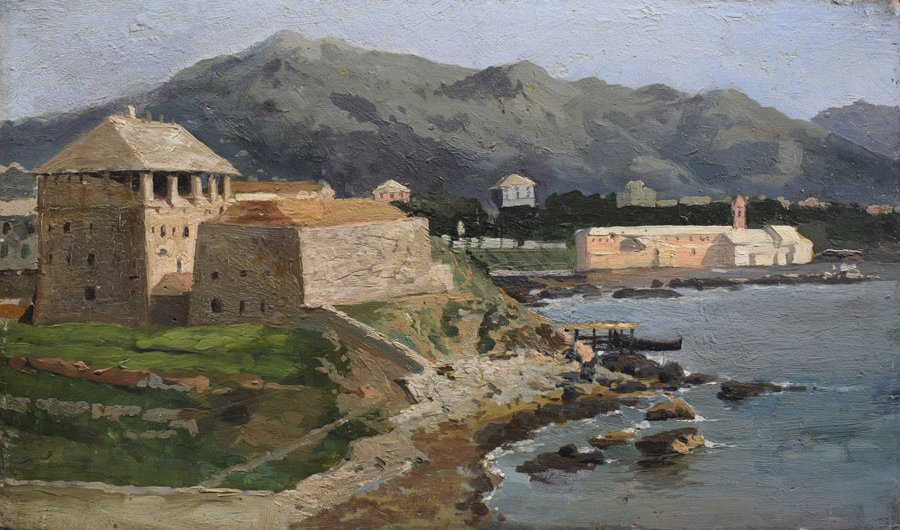
Il forte di San Giuliano in un dipinto ottocentesco di Ernesto Rayper

Sulla scogliera nelle vicinanze del luogo dove ora sorge il forte era stata costruita alla fine dell'estate del 1745 la batteria Sopranis, prospiciente la villa omonima ed avente funzione antisbarco ed antinave. Al fine di ampliare il fronte difensivo, nel 1818 fu presentato il progetto di fortificazione della stessa villa Sopranis, in un primo tempo approvato ma poi accantonato nonostante fosse divenuto esecutivo. A lavori appena iniziati si preferì invece edificare un nuovo forte sul terreno adiacente alla villa, che venne inglobata all'interno del perimetro del nuovo edificio. I lavori di costruzione del forte San Giuliano, che prendeva il nome dalla vicina abbazia, iniziarono nel 1826 e tra varie vicissitudini terminarono nel 1836 con il completamento di tutte le strutture. Il forte terminava a mare la linea difensiva a levante della città, formata dai forti S. Martino, S. Tecla, Richelieu e Quezzi, che culminava nel forte Ratti.
La struttura ospitava una guarnigione di circa 380 soldati, che potevano arrivare a circa 1200 in caso di necessità. Era armato con dieci cannoni, sette obici e una petriera, oltre a numerosi pezzi di artiglieria di minori dimensioni.

### L'Ottocento
Il forte durante i moti del 1849 fu occupato dagli insorti, ma prontamente rioccupato dalle truppe sabaude, grazie anche al tradimento del comandante della guarnigione.
Nel 1889 nel perimetro del forte, fra le due caserme, fu installata una batteria costiera, denominata "Batteria San Giuliano", la cui realizzazione rese necessarie diverse modifiche strutturali, come la demolizione della terrazza dell'ex villa Sopranis, che avrebbe limitato la visuale del telemetro. La batteria, posta a difesa dello specchio acqueo a levante dell'imboccatura del porto di Genova, era armata con sei obici da 28 GRC (Ret). Al di sotto un sistema di gallerie ospitava le polveriere.

### Il Novecento
Negli anni il forte ha subito diverse modifiche, la più vistosa delle quali si è avuta nel 1913 con la costruzione di corso Italia, che ha reso necessaria la demolizione di parte della galleria di controscarpa, i cui monconi sono ancora visibili dallo stesso lungomare.
Nel 1937 sulla parte superiore del terrapieno a sud, fronte mare, venne realizzata una batteria contraerea, dotata di otto cannoni da 76/45. Durante la seconda guerra mondiale vennero realizzate due postazioni Tobruk che ancora oggi affiorano dalla scarpata del terrapieno affacciato su corso Italia, nei pressi dell'attuale strada di accesso al forte.

#### Seconda guerra mondiale
Dopo l'8 settembre 1943, la batteria ed il forte vennero requisiti dalla Wehrmacht e dall'esercito della RSI e vi fu stabilita una prigione per gli antifascisti ed i partigiani, dove venivano condotti interrogatori ed inflitte torture ai malcapitati prigionieri.
Nel 1944, sulla piazzola della batteria avvennero più episodi di fucilazione di partigiani:
- il 3 marzo, all'alba, Giacomo Buranello, comandante dei GAP genovesi, fu fucilato dopo essere stato torturato per 24 ore[2];
- il 23 maggio venne fucilato Giovanni Battista Torre, furiere della Marina Militare italiana e partigiano combattente[3];
- il 29 luglio, sempre all'alba, vennero fucilati altri cinque partigiani; prima dell'esecuzione chiesero di essere fucilati al petto invece che alla schiena, ma la loro richiesta non venne accolta[4].

#### Dopoguerra
Nel dopoguerra la batteria venne smantellata creando al suo posto un vasto piazzale. Il forte nel 1948 fu assegnato alla Legione Carabinieri Liguria ed il piazzale della ex batteria fu utilizzato come deposito dei mezzi di servizio. Dopo un periodo di abbandono dovuto ai lavori di ristrutturazione ed adeguamento il forte dal 13 maggio 1995 è divenuto sede del Comando Provinciale Carabinieri di Genova, motivo per cui il complesso è oggi visitabile raramente e solo in determinate occasioni.

## Struttura
Il complesso consisteva in due caserme ed era circondato da un fossato su tre lati ed un muro di controscarpa con andamento zigzagante. Erano inoltre presenti due gallerie dove c'erano e ci sono ancora adesso dei tunnel che, all'epoca, servivano per scendere verso il mare. C'era una galleria di scarpa ed una di controscarpa, che circondavano il complesso. La galleria di scarpa, munita di numerose feritoie a difesa del fossato, collegava le due caserme con un percorso sotterraneo, lungo il quale si aprivano numerosi vani utilizzati come riservette (depositi di munizioni) e polveriere.
La caserma nord, affacciata sull'odierna via Gobetti, si sviluppa su quattro piani; l'ingresso del forte, posto al terzo piano della caserma nord, era dotato di ponte levatoio. Questa parte, ben visibile da via Gobetti, è quella meglio conservata, con il ponte levatoio ancora presente insieme a tutti i relativi meccanismi di azionamento. La caserma sud è invece un edificio a tre piani posto contro il muro di controscarpa, sul lato a mare.